# بيتر جيفرسون
بيتر جيفرسون (بالإنجليزية: Peter Jefferson)‏ هو صاحب مزرعة ‏ أمريكي، ولد في 29 فبراير 1708 في مقاطعة تشيسترفيلد في الولايات المتحدة، وتوفي في 17 أغسطس 1757 في مقاطعة ألبمارل في الولايات المتحدة.